# 南柯太守傳
《南柯太守傳》，有時又被稱為《南柯傳》或《南柯記》，出自《太平廣記》卷四百七十五《昆蟲三》，為唐代李公佐所著。

## 內容大要
東平人淳于棼，平日嗜酒任俠，不守細行，以巨產招養門客，亦曾因武藝補淮南節度使副將，後來卻因酒壞事，丟了官職。
貞元七年九月某日，淳于棼大醉得病，由兩位朋友扶回家休息。淳于棼才剛睡下，便在恍惚之中突然被兩位使者接往家中槐樹裡的「大槐安國」，在國中重遇舊時門客周弁、田子華。又槐安國國君嫁女金枝公主，淳于棼在槐安國享盡榮華。後淳于棼治理南柯大郡有功，深受百姓愛戴，朝中廣結人緣。
淳于棼在槐安國二十年，與公主生有五男兩女：男皆受父親庇蔭在朝任官，女也許聘王公宗室。淳于棼榮耀顯赫，一時極盛。然而他國來侵南柯郡，淳于棼大敗，得王赦免。隨後好友與公主數月中相繼染疾去世，淳于棼心痛，稱病辭官，回到京城。因家中豪門顯貴出入頻繁，遭國王猜疑；時又遭流言中傷，於是國王再遣使者送他出槐安國，回到現世。
現世，淳于棼從睡夢中醒來，兩位朋友還沒走，杯中酒還未喝完。三人相偕查看槐樹，得夢中所見槐安國原是蟻國，南柯郡、公主的墳墓等在蟻國二十年所歷皆一一呈現。三人大驚，將蟻穴掩埋如舊。不料一夜風雨，群蟻消失。之後，周弁罹患暴疾逝世，田子華寢疾於床。淳于棼遂覺悟人生短暫，皈依道教，戒酒棄色，三年後於自家逝世。
成語「南柯一夢」即是源自此小說，與元曲《黃粱夢》類似。「黃粱一夢」語意如同「南柯一夢」。

## 改編
明朝劇作家湯顯祖把此故事改編為劇本《南柯記》，為玉茗堂四夢之一。